# 能代 - 秋田線
能代 - 秋田線（のしろ・あきたせん）は秋田県能代市と秋田市を結ぶ高速バスである。

## 運行会社
- 秋北バス(能代営業所)
- 秋田中央交通(秋田営業所)

## 運行経路

### 現行経路
2025年7月1日改正
秋田中央交通担当便
能代BST - 能代駅前 - 柳町新道 - 青葉園 - 長崎入口 - 浅内局前 - （能代南IC） - （秋田自動車道） - （秋田北IC） - 運輸支局入口 - 高陽幸町交差点前 - 山王十字路 - 川反入口 - 秋田駅前（西口10番のりば）-  県庁・市役所前 - 山王交番前
秋北バス便
能代BST - 能代駅前 - 柳町新道 - 青葉園 - 長崎入口 - 浅内局前 - （能代南IC） - （秋田自動車道） - （秋田中央IC） - 秋田駅東口（4番のりば） - イオンモール秋田 - 秋田空港
クローズドドアシステムを採用しているため、能代行きでは秋田市内は乗車のみの取り扱いで同市内での途中降車は不可（能代市でのみ降車可能）であり、能代市内からは乗車のみで、秋田市に入るまでは途中下車できない（秋田市内のみの利用も不可）。

### 廃止経路
一部秋北バス便
能代BST - 能代駅前 - 柳町新道 - 青葉園 - 長崎入口 - 浅内局前 - （能代南IC） - （秋田自動車道） - （秋田北IC） - 運輸支局入口 - 高陽幸町交差点前 - 山王十字路 - 川反入口 - 秋田駅前（西口10番のりば） - 広面蓮沼 - 県庁・市役所前  - 山王交番前（またはイオンモール秋田）
イオンモール秋田発着便は、県庁・市役所前及び山王交番前は非取扱。
土曜・日曜・祝日の一部秋北バス便（三種町経由）
能代BST - 能代駅前 - 柳町新道 - 青葉園 - 長崎入口 - 浅内局前 - 黒岡入口 - 大曲 - 川尻 - 二ツ森 - 特急新屋敷入口 - 特急鹿渡 - （琴丘森岳IC） - （秋田自動車道） - （秋田北IC） - 運輸支局入口 - 幸町交番前 - 山王十字路 - 川反入口 - 秋田駅前（西口10番のりば） - 広面蓮沼 - 三吉神社入口 - イオンモール秋田
- 2017年4月1日以降の便は、秋田中央交通担当便はすべて能代市直行便に変更され、三種町経由便は、秋北バス便のみ担当することになった。
- 2022年9月運行終了。
- 三種町乃至は能代市内からの乗車は不可となっていた。秋田行きでの場合も、三種町乃至からは乗車のみで、秋田市に入るまでは途中下車できなかった。

## 運行回数
- 1日6往復（秋北バス担当便4往復、秋田中央交通担当便2往復）

## 歴史

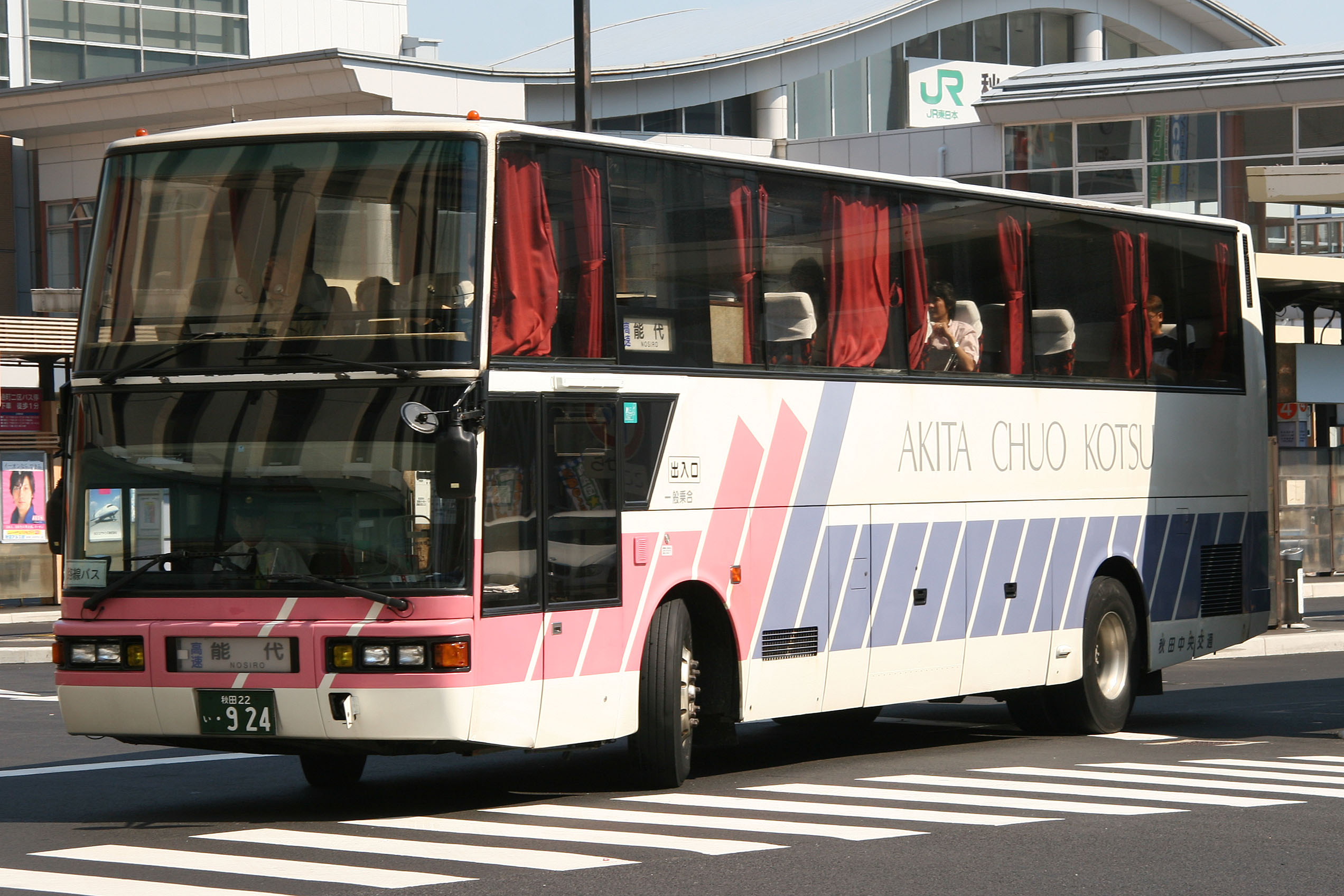
過去に秋田中央交通で導入されていたダブルデッカー車両

- 19xx年 - 秋北バスと秋田中央交通が能代 - 秋田線を一般道経由の急行バス路線として共同で開設。
- 1993年（平成5年） - 能代 - 秋田線廃止。
- 2002年（平成14年）8月1日 - 1日4往復で運行開始（当初は秋田自動車道の昭和男鹿半島 - 八竜間が開通していなかったため、この区間は国道7号経由だった）。
- 2004年（平成16年） - 1日8往復に増便。
- 2006年（平成18年）4月1日 - 土曜・日曜・祝日の一部便が三種町内（旧八竜町内及び旧琴丘町内）経由となる。
- 2009年（平成21年）4月1日 - 1日6往復に減便。
- 2017年（平成29年）4月1日 - 秋田中央交通担当便で、三種町経由便の1往復を能代市直行便に変更し、土日の三種町経由便が3往復から2往復に減じられ、秋北バス便のみ三種町経由便が設定されることになり、直行便が3往復から4往復の体制となった。
- 2020年（令和2年）4月25日 - COVID-19の影響により、この日より当面の間1日4往復（秋北バス担当便）を運休[2][3]。
- 2021年（令和3年）6月16日 - 平日の一部便が広面蓮沼経由に変更、土曜・日曜・祝日の一部便が広面蓮沼経由イオンモール秋田発着に変更[4]。
- 2022年（令和4年）10月1日 - 1日4往復に減便。三種町経由便は廃止となる。
- 2023年（令和5年） - 1月1日が全便運休となる[5]。
- 2024年（令和6年）
  - 3月13日 - 7月31日までの予定で｢広面蓮沼｣停留所を休止し、代替停留所として｢三吉神社入口｣を設定[6]。
  - 4月1日 - 運賃改定[7]。
  - 7月18日 - ｢広面蓮沼｣停留所の休止期間を9月30日まで延長[8]。
  - 10月1日 - 
    - ｢広面蓮沼｣停留所の停車再開と同時に代替停留所・｢三吉神社入口｣をの停車を終了。
    - 秋北バス能代営業所での通信販売方式による定期券販売を開始[9][10]。
- 2025年（令和7年）
  - 7月1日 - 
    - 1日6往復に増便。
    - 交通系ICカード取扱開始。
    - 秋北バス便の秋田市街地の停車を取りやめ、秋田駅停車を東口に変更し、秋田空港に乗り入れを開始[1]。
    - 秋北バス担当便の広面蓮沼停留所を廃止。
    - 秋北バス発行の定期券については、秋田側の乗下車地を秋田駅東口のみとなり、イオンモール秋田を乗下車地とする定期券の運用が終了。

## 利用状況
| 年度               | 運行日数 | 運行便数 | 年間輸送人員 | 1日平均人員 | 1便平均人員 |
| 2002（平成14）年度 | 243      | 1,946    | 16,948       | 46.4        | 8.7         |
| 2003（平成15）年度 | 366      | 2,933    | 37,877       | 103.5       | 12.9        |
| 2004（平成16）年度 | 365      | 4,384    | 57,815       | 158.4       | 13.2        |
| 2005（平成17）年度 | 365      | 5,827    | 68,812       | 188.5       | 11.8        |
| 2006（平成18）年度 | 365      | 5,361    | 66,792       | 183.0       | 12.5        |
| 2007（平成19）年度 | 366      | 5,876    | 69,806       | 190.7       | 11.9        |